# Croce di Gunhild

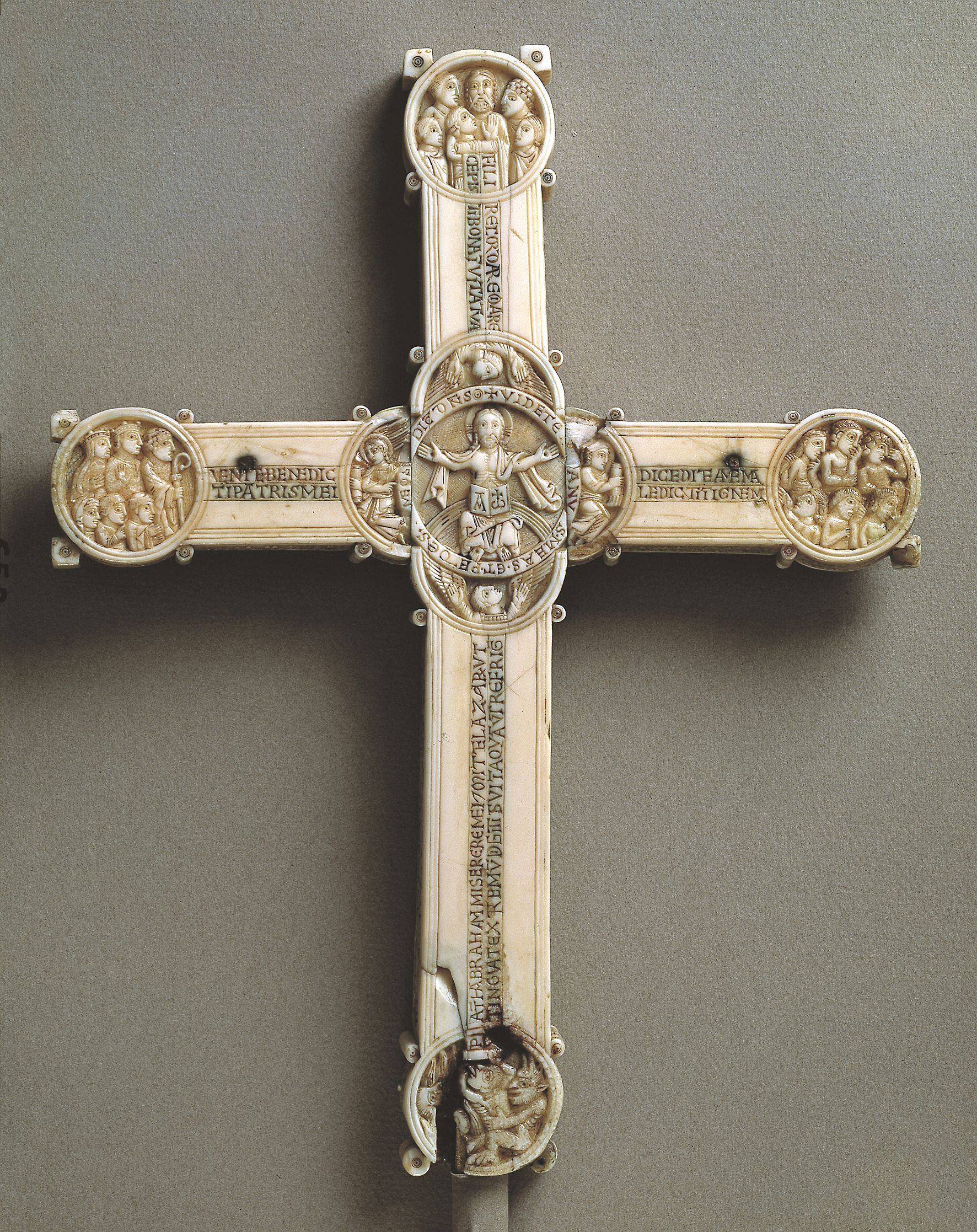
Croce di Gunhild

La croce di Gunhild (in danese Gunhildkorset), che prende il nome dalla sua prima proprietaria, Gunhild, figlia di Svend III di Danimarca, è un crocifisso della metà del XII secolo scolpito in zanna di tricheco e con iscrizioni sia latine che runiche. Ora è nella collezione del Museo Nazionale di Danimarca.

## Storia
Si ritiene che la croce sia stata creata intorno al 1150. Un'iscrizione latina recita "Liutgerus che mi ha scolpito per volere di Helena, che è anche chiamata Gunnhildr". Sulla base della ricerca di Harald Langberg, si pensa che il re Svend si riferisca a Svend III Grathe, (morto nel 1157) e non a Sweyn II Estridsen. L'artista Luitger non è noto per altre opere.
La croce viene menzionata per la prima volta nel 1650 e si suppone che all'epoca appartenesse alla moglie di Holger Rosenkrantz, Sophie Axelsdatter Brahe. Nel 1684 fu acquisita dal Reale Consiglio delle curiosità (Kunstkammer). Nel 1945 fu trasferita al Museo Nazionale di Danimarca.

## Descrizione

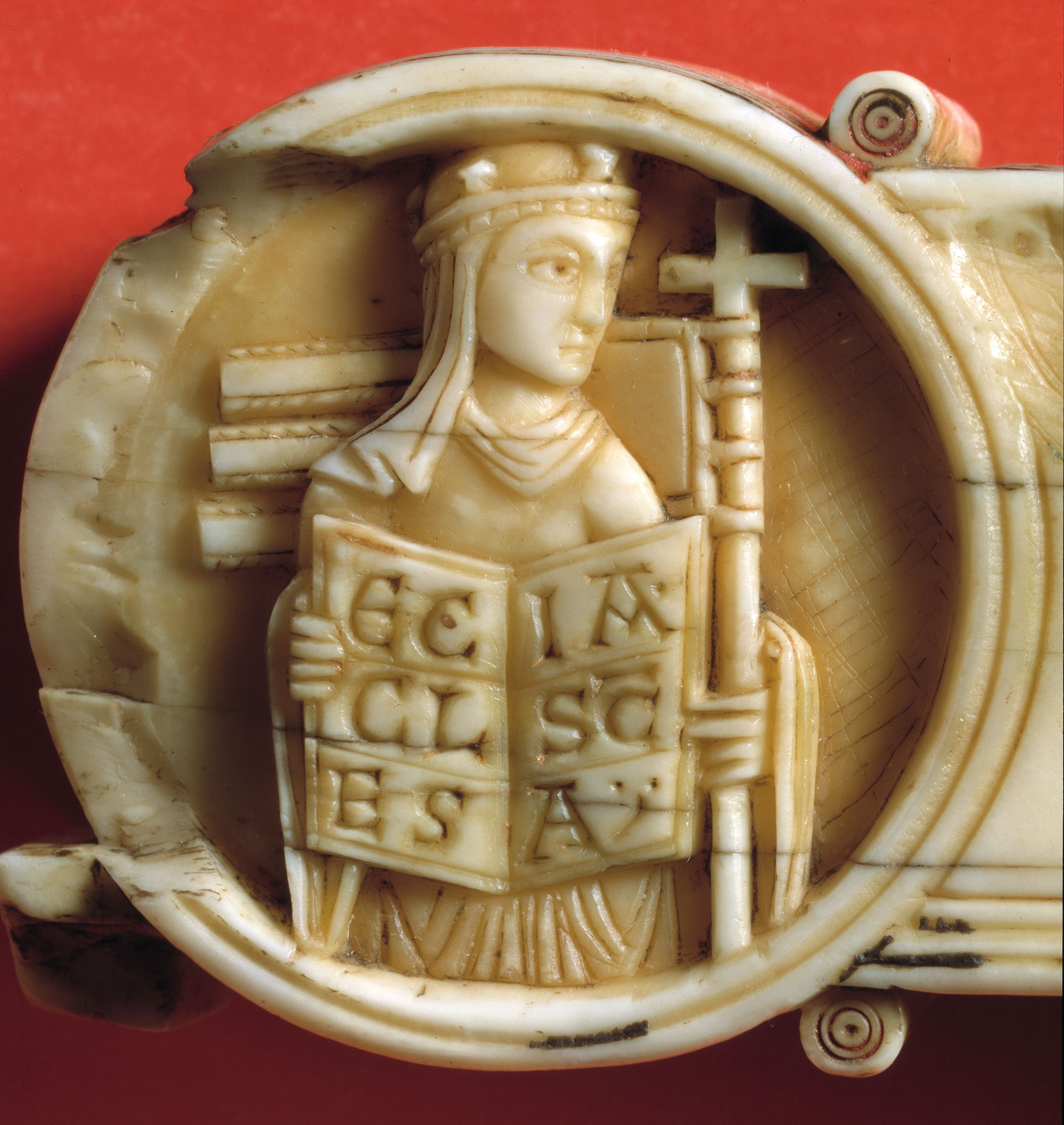
Dettaglio

La croce è scolpita in due blocchi di zanna di tricheco e misura 29 x 22 cm.
Originariamente era dipinta nei colori rosso, blu e oro.
La figura centrale del Cristo sul lato anteriore è assente.
I quattro bracci della croce sono decorati con medaglioni scolpiti di figure femminili, che simboleggiano:
- la "Vita" (in alto);
- la "Morte" (in basso);
- la "chiesa vittoriosa" (a sinistra);
- la "sinagoga sconfitta" (a destra).

Anche il lato posteriore della croce è decorato con intagli.
Al centro si trova una rappresentazione del Giudizio Universale di Cristo in Maestà.
I quattro medaglioni raffigurano scene:
- del Paradiso (in alto)
- dell'Inferno (in basso)

nonché:
- le anime salvate (a sinistra)
- le anime dannate (a destra).[3]

Le iscrizioni in latino sono scritte in lettere maiuscole piuttosto larghe, con un ampio uso di legature e abbreviazioni.
Il nome Gunhild è scritto in rune sul bordo del medaglione inferiore.
L'iscrizione latina recita:
| Italiano | Latino | Testo originale |
| --- | --- | --- |
| Lato A: Gesù di Nazareth, re dei Giudei. La vita, la morte, la Santa Chiesa, la Sinagoga. | Lato A: Iesus Nazarenus rex judeorum vita mors ecclesia sancta synagoga | Lato A: IE[SV]S NAZAREN[VS] REX IVDEORV[M] \| VITA \| MORS \| ECCLESIA S[AN]C[T]A \| SYNAGOGA |
| Lato B: Guardate le mie mani e i miei piedi, dice il Signore. Venite qui, nella benedizione del Padre mio, andate via da me, maledetti, al fuoco (eterno). Padre Abramo, abbi pietà di me e manda Lazzaro, perché intinga il dito nell'acqua e raffreddi (la mia lingua). Figlio, ricorda che hai ricevuto cose buone nella tua vita. | Lato B: Videte [m]anus meas et pedes meos dicit Dominus venite benedicti patris mei dicedite a me maledicti in ignem pater Habraham miserere mei et mitte Lazarum ut [in]tinguat extremum digiti sui in aquam ut refrig fili recordare quia recepisti bona in vita tua | Lato B: + VIDETE : -ANVS : MEAS : ET : PEDES : MEOS (:) DIC[IT] D[OMI]N[V]S \| V=ENIT=E BEN=EDICTI PATRIS MEI \| DICEDIT=E A= =M=E M=ALEDICTI I[N] IGN=E=M \| PAT[ER] H=ABRAHA=M MISERERE M=EI [ET] MITT=E LAZAR[VM] VT -[-]TINGV=AT EXT=REMV[M] D=IGITI SVI I[N] AQVA[M] VT REFRIG \| FILI RECO=RDA=RE Q=[V]=IA RECEPISTI BON=A I[N] VITA TVA |
| Lato C: Gunnhildr. Chi mi vede pregherà Cristo per Elena, figlia del re Suenono Magnus, che mi ha fatto fare memoria delle sofferenze del Signore. | Lato C: Gunhild qui me cernit pro Helena magni Sueonis regis filia Christum oret que me ad memoriam Dominice passionis parari fecerat | Lato C: gun(h)ild \| Q=[V]=I M=E CERNIT : P[RO] H=ELENA : MAGNI : SV=ENONIS REGIS : FILIA : CHR [ISTV]M : ORET : QVE \| M=E AD M=EMORIA[M] D[OMI]NICE PASSIO[N]IS PARARI FECE[R]AT |
| Lato D: Coloro che credono nel Cristo crocifisso, nelle loro preghiere ricorderanno Liutgerus che mi ha scolpito per volere di Elena, che si chiama anche Gunnhildr. | Lato D: Qui in Christum crucifixum credunt Liutgeri memo[ri]am orando faciant qui me sculpserat roga tu Helene que et Gunhild vocat[ur]. | Lato D: Q=[V]=I I[N] CHR[ISTV]M CRVC=IFIXV[M] CRED[UN]T LIVTGERI MEMO--A[M] : ORAN=DO FAC=IA[N]T Q=[V]=I M=E SCULPSERAT : ROGA \| TV H=ELEN=E QVE ET GVNHILD VOCAT-- |